# Zwervende fluiteend
De zwervende fluiteend (Dendrocygna arcuata) is een eend uit de familie van de Anatidae.

## Kenmerken
De zwervende fluiteend is 55 tot 61 cm lang. Hij lijkt op de Australische fluiteend die in hetzelfde gebied voorkomt, maar de zwervende fluiteend is donkerder kastanjebruin op de borst en heeft een bijna zwarte snavel en poten. Verder is de kruin zwart en het "gezicht" licht oker gekleurd.

## Leefwijze
De dieren zijn zeer goede duikers. Ze voeden zich met grassen, watervegetatie en soms insecten en andere ongewervelden.
Het is een vogel van gebieden waar open water en begroeid moeras elkaar afwisselen. De zwervende fluiteend heeft een voorkeur voor wat dieper water in vergelijking met andere eendensoorten.

## Verspreiding en leefgebied
De zwervende fluiteend heeft een groot verspreidingsgebied in tropisch en subtropisch Noord-Australië, Indonesië, Nieuw-Guinea en de Filipijnen. In Oceanië (Nieuw-Caledonië en Fiji) is de vogel uitgestorven. Binnen het verspreidingsgebied worden drie ondersoorten onderscheiden:
- D. a. arcuata: Filipijnen en Indonesië.
- D. a. australis: Bismarck-archipel.
- D. a. pygmaea: Nieuw-Guinea en Australië.

## Status
De zwervende fluiteend  heeft een enorm groot verspreidingsgebied en daardoor alleen al is de kans op uitsterven uiterst gering. De grootte van de populatie is niet gekwantificeerd, maar gaat in aantal achteruit. Echter, het tempo ligt onder de 30% in tien jaar (minder dan 3,5% per jaar). Om deze redenen staat deze fluiteend als niet bedreigd op de Rode Lijst van de IUCN.